# Menesia transversonotata
Menesia transversonotata es una especie de escarabajo longicornio del género Menesia, categorizada en la tribu Saperdini, de la subfamilia Lamiinae. Fue descrita por Heller en 1924.

## Descripción
Mide 7-10,5 mm de longitud. El período de actividad en adultos se presenta en marzo y noviembre.

## Distribución
Se distribuye por Filipinas.